# Hans Scheele
Pour les articles homonymes, voir Scheele.
Hans Scheele (né le 18 décembre 1908 à Hambourg - mort le 23 juillet 1941) est un athlète allemand spécialiste du 400 mètres haies.

## Palmarès

### Championnats d'Europe d'athlétisme
- Championnats d'Europe d'athlétisme 1934 à Turin,  Italie
  -  Médaille d'or sur 400 m haies
  -  Médaille d'or du relais 4 × 400 m